# 吉岡実

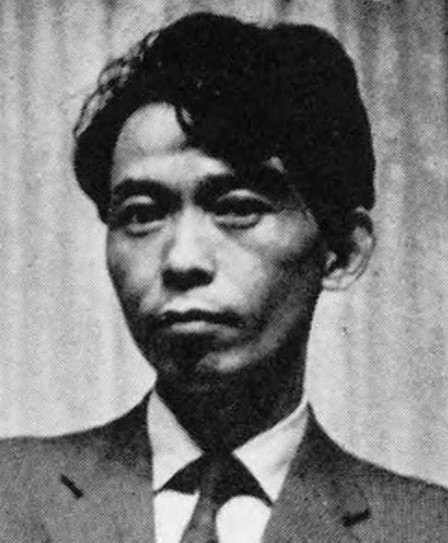
吉岡実（1959年）

吉岡 実（よしおか みのる、1919年4月15日 - 1990年5月31日）は、日本の詩人・装丁家。
シュールレアリスム的な幻視の詩風で、戦後のモダニズム詩の代表的詩人である。全286篇の詩作品と190点近い装丁作品を遺した。別号、皚寧吉など。

## 生涯
1919年、東京市本所に生れる。「一度兵隊で外地へでた以外東京を離れたことがない」
1934年、本所高等小学校を卒業後、本郷の医学出版社・南山堂に奉公。向島商業学校の夜間部に通うも中退する。
1938年8月南山堂を退社し厩橋の実家に帰る。9月夢香洲書塾（佐藤春陵宅）に身を寄せ書塾を手伝う。
1940年西村書店へ入社。
詩歌集『昏睡季節』を刊行。
1941年の夏、召集令状を持った「郵便夫」がやって来て、吉岡は二日間のうちに二十一歳の詩集『液體』を整理編集し、原稿を小林梁、池田行之の二人に委ねた。その後、吉岡は「酷寒の満州」駐屯の若い一兵士として、「馬糞臭い兵隊の手に」（輜重兵として満洲を転戦、軍馬係であったので）、内地から送られて来た自分の詩集（『液體』、1941年12月10日刊行）を受け取った。
1945年11月　復員。12月香柏書房に入社。
1946年　同僚の日高真也に誘われて「新思潮」に入る。10月東洋堂へ入社。
1947年「新思潮」二号に二篇の詩が掲載され、初めての原稿料五〇円を貰う。
1949年　梅の瑞泉寺へ椿作二郎、田尻春夢、池田行宇らと吟行。
1951年筑摩書房に入社。
1955年8月詩集『静物』(私家版)発行
1956年2月下旬、偶然、飯島耕一に出会い、『静物』を渡し、あまりにも反響がないので詩をやめようと思うと語ったが、飯島はそれはいけないと引き止めた。勧められ〈今日の会〉に入り詩誌「ユリイカ」周辺の詩人、評論家たちを知る。新しい友を得て、また書き始める。当時、飯島は二十代半ばで吉岡の十一歳年下だった。
1957年「ユリイカ」四月号に詩「僧侶」を発表。
1958年「ユリイカ」七月号に初めての長篇詩「死児」を発表。十一月、詩集『僧侶』四〇〇部、書肆ユリイカより刊行。
1959年一月、『僧侶』第九回Ｈ氏賞受賞。五月九日、和田陽子と結婚。記念に小歌集『魚藍』私家版刊行。飯島耕一、岩田宏、大岡信、清岡卓行と同人詩誌「鰐」を創刊（書肆ユリイカ発行）。今日の詩人双書の一冊として『吉岡実詩集』を書肆ユリイカより刊行
1967年十月、全詩集的な『吉岡実詩集』を思潮社より刊行。「現代詩手帖」十月号で特集・吉岡実の世界。筑摩書房では、取締役も務め、1978年まで在籍した。
詩集『静物』（1955年）、詩集『紡錘形』（1962年）、詩集『静かな家』（1968年）、詩集『神秘的な時代の詩』（1974年）などを刊行した。
詩集『僧侶』（1958年）で第9回H氏賞、『サフラン摘み』（1976年）で第7回高見順賞、『薬玉』（1983年）で第22回藤村記念歴程賞を受賞した。
吉岡はいよいよ晩年に近い日に佐渡へ行った。1989年4月1日、新潟市美術館で西脇順三郎の回顧展のオープニングがあり、東京からも何人もの詩人が新潟市へ行き、多くの人は一泊して帰ったが、吉岡実は一人の編集者と佐渡へ渡った。
1990年5月31日、急性腎不全のため東京共済病院で死去。享年71。墓所は豊島区巣鴨の真性寺。戒名は永康院徳相実道居士。
妻の陽子は和田芳恵の娘。

## 主な著書

### 詩集
- 昏睡季節（草蝉舎、1940年）
- 液体（草蝉舎、1941年・湯川書房、1971年）
- 静物（私家版、1955年）
- 僧侶（書肆ユリイカ、1958年）
- 紡錘形（草蝉舎、1962年）
- 静かな家（思潮社、1968年）
- 異霊祭（書肆山田、1974年）
- 神秘的な時代の詩（湯川書房、1974年・書肆山田、1976年）
- サフラン摘み（青土社、1976年）
- 夏の宴（青土社、1979年）
- ポール・クレーの食卓（書肆山田、1980年）
- 薬玉（書肆山田、1983年）
- ムーンドロップ（書肆山田、1988年）
- 赤鴉（弧木洞、2002年）

### 歌集
- 魚藍（私家版、1959年・深夜叢書社、1973年）

### 句集
- 奴草（書肆山田、2003年）

### 選詩集
- 吉岡實詩集（書肆ユリイカ・今日の詩人双書5、1959年）
- 吉岡実詩集（思潮社、1967年）
- 吉岡実詩集（思潮社・現代詩文庫14、1968年）
- 吉岡実詩集〔普及版〕（思潮社、1970年）
- 新選吉岡実詩集（思潮社・新選現代詩文庫110、1978年）
- 吉岡実（中央公論社・現代の詩人1、1984年）
- 続・吉岡実詩集（思潮社・現代詩文庫129、1995年）

### 散文・日記
- 「死児」という絵（思潮社、1980年）
- 土方巽頌 - 「日記」と「引用」に依る（筑摩書房、1987年）
- 「死児」という絵〔増補版〕（筑摩書房・筑摩叢書328、1988年）
- うまやはし日記（書肆山田・りぶるどるしおる1、1990年）
- 吉岡実散文抄（思潮社・詩の森文庫E06、2006年）

### 全詩集
- 吉岡実全詩集（筑摩書房、1996年）